# Жерар (лунный кратер)
Кратер Жерар (лат. Gerard) — большой древний ударный кратер на западной границе Океана Бурь на видимой стороне Луны. Название присвоено в честь шотландского исследователя Гималаев Александра Джерарда (1792—1839) и утверждено Международным астрономическим союзом в 1935 г. Образование кратера относится к донектарскому периоду.

## Описание кратера

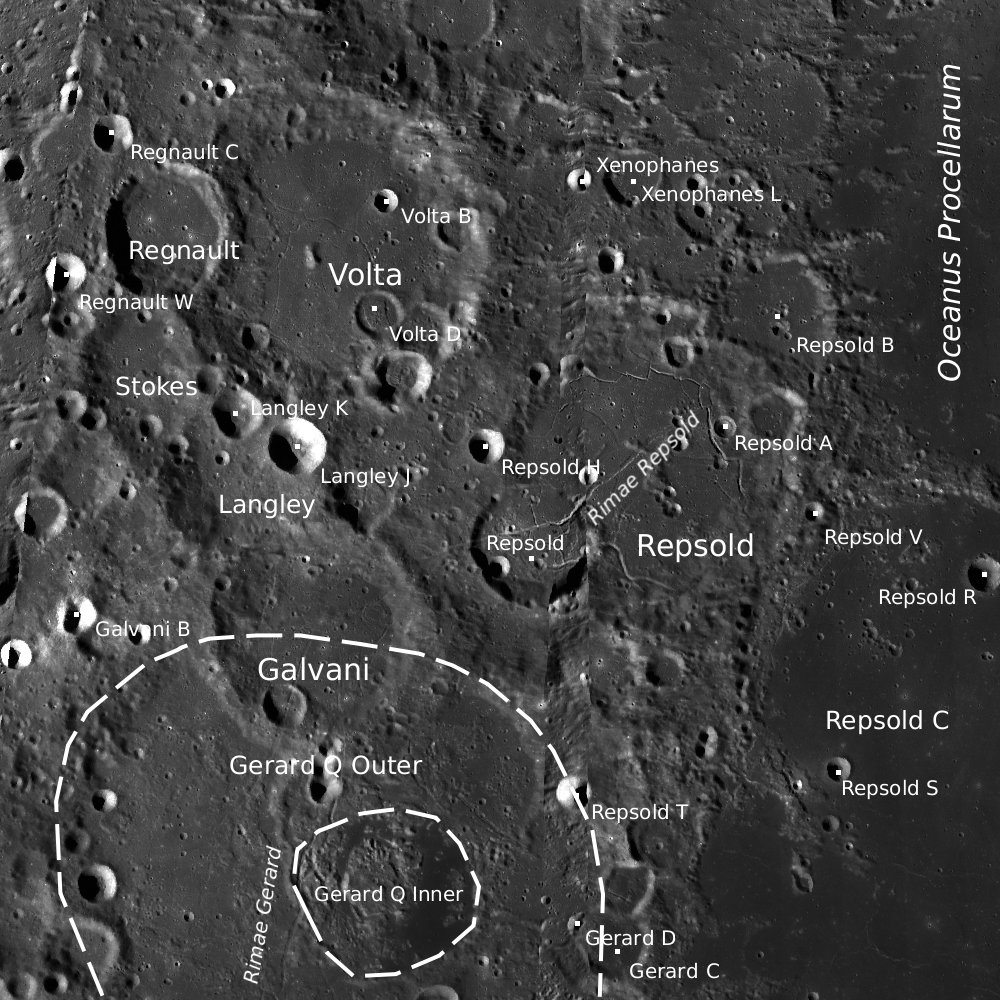
Окрестности кратера Жерар. Снимок Lunar Reconnaissance Orbiter.

Ближайшими соседями кратера являются кратер Мак-Лафлин на западе; кратер Гальвани перекрывающий северную часть кратера Жерар; кратер Репсольд на северо-востоке; кратер Фон Браун на юго-востоке; кратер Бунзен на юге и кратер Авиценна на юго-западе. На северо-востоке от кратера расположены борозды Репсольда, на северо-западе система борозд названная по имени кратера — борозды Жерара. Селенографические координаты центра кратера 44°32′ с. ш. 80°31′ з. д. / 44,54° с. ш. 80,51° з. д., диаметр 98,8 км, глубина 2,83 км.
Кратер имеет сложную форму и по всей вероятности образован объединением трех кратеров образующих выступы в его северо-западной, северо-восточной и южной части.  
Вал кратера сильно разрушен, наиболее выражен на северо-восточном и юго-западном участках, в северо-западной и юго-западной части рассечен широкими долинами. Северная часть вала перекрыта сателлитным кратером Жерар C  (см. ниже). Высота вала над окружающей местностью достигает 1420 м , объем кратера составляет приблизительно 7 800 км³. Дно чаши пересеченное, отмечено множеством маленьких кратеров, в северной части расположено несколько борозд. 
На северо-западе к кратеру примыкает два концентрических сателлитных кратера – Жерар Q внешний и Жерар Q внутренний. Чаша последнего заполнена темной базальтовой лавой. 
Вследствие близости к западному лимбу Луны кратер имеет искаженную форму при наблюдениях с Земли не позволяющую разглядеть детали его строения.

## Сателлитные кратеры

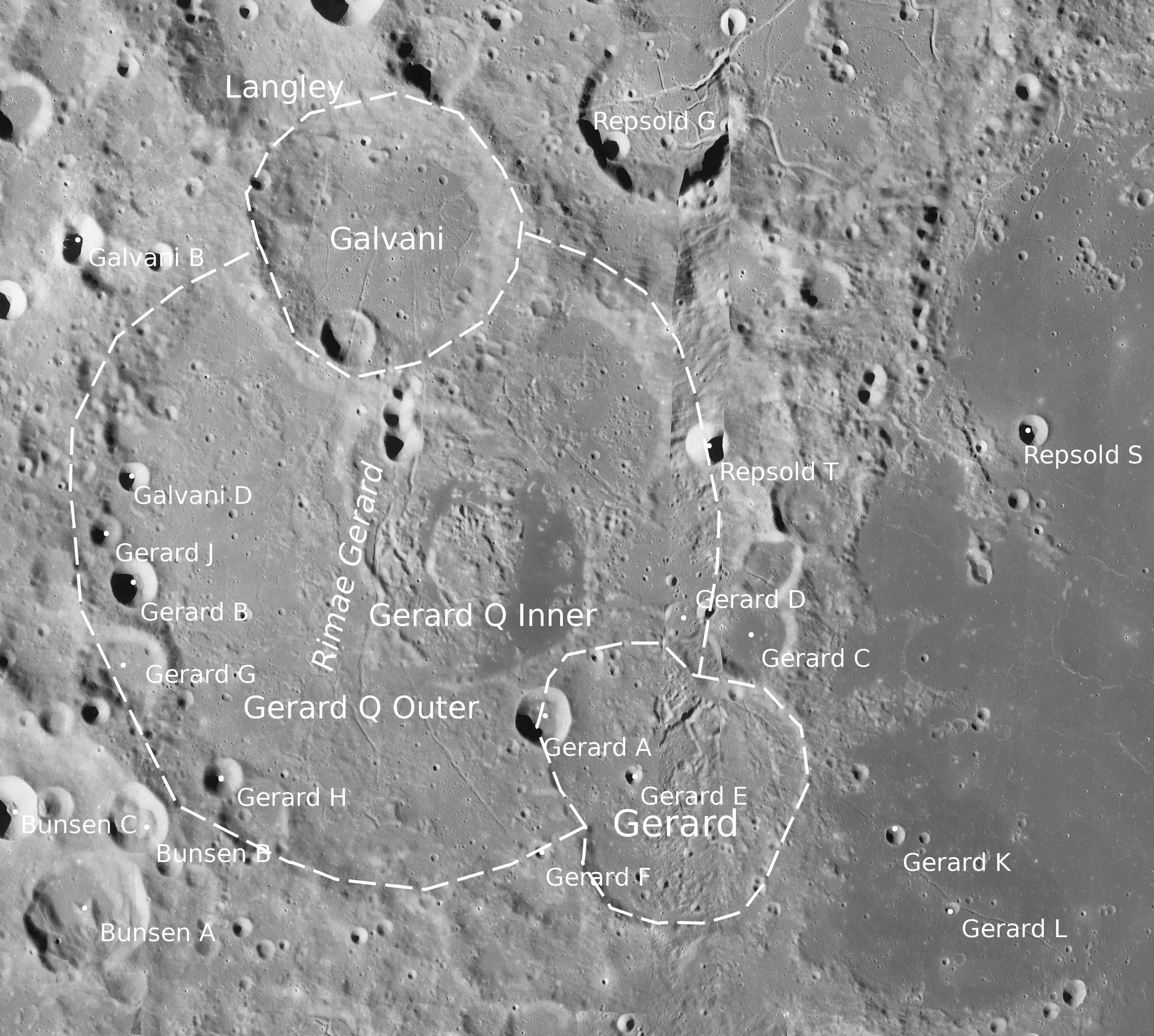
Снимок Lunar Reconnaissance Orbiter.

| Жерар   | Координаты                                            | Диаметр, км |
| ------- | ----------------------------------------------------- | ----------- |
| A       | 45°05′ с. ш. 82°16′ з. д. / 45,08° с. ш. 82,27° з. д. | 17,3        |
| B       | 46°20′ с. ш. 88°04′ з. д. / 46,34° с. ш. 88,07° з. д. | 14          |
| C       | 45°50′ с. ш. 79°20′ з. д. / 45,84° с. ш. 79,33° з. д. | 29,4        |
| D       | 46°07′ с. ш. 79°58′ з. д. / 46,11° с. ш. 79,97° з. д. | 5,9         |
| E       | 44°31′ с. ш. 80°59′ з. д. / 44,52° с. ш. 80,99° з. д. | 5,3         |
| F       | 43°47′ с. ш. 82°17′ з. д. / 43,78° с. ш. 82,28° з. д. | 5,4         |
| G       | 45°31′ с. ш. 88°13′ з. д. / 45,52° с. ш. 88,22° з. д. | 26,9        |
| H       | 44°30′ с. ш. 86°49′ з. д. / 44,5° с. ш. 86,81° з. д.  | 12,3        |
| J       | 46°49′ с. ш. 88°28′ з. д. / 46,82° с. ш. 88,47° з. д. | 9,4         |
| K       | 43°57′ с. ш. 77°17′ з. д. / 43,95° с. ш. 77,28° з. д. | 5,9         |
| L       | 43°13′ с. ш. 76°29′ з. д. / 43,22° с. ш. 76,48° з. д. | 4,5         |
| Q внутр | 46°32′ с. ш. 83°08′ з. д. / 46,54° с. ш. 83,13° з. д. | 67,3        |
| Q внешн | 46°31′ с. ш. 84°33′ з. д. / 46,51° с. ш. 84,55° з. д. | 192,5       |

## См.также
- Список кратеров на Луне
- Лунный кратер
- Морфологический каталог кратеров Луны
- Планетная номенклатура
- Селенография
- Минералогия Луны
- Геология Луны
- Поздняя тяжёлая бомбардировка